# Ferdinand Bie
Ferdinand Reinhardt Bie (16. února 1888, Drammen – 9. listopadu 1961, Kristiansand) byl norský atlet, olympijský vítěz v pětiboji.

## Sportovní kariéra
Na olympiádě ve Stockholmu startoval ve čtyřech disciplínách, největší úspěch dosáhl v pětiboji. Obsadil druhé místo za Američanem Thorpem. Po diskvalifikaci Thorpeho o rok později byl vyhlášen olympijským vítězem a byla mu udělena zlatá olympijská medaile. V roce 1982, po smrti obou vícebojařů, Mezinárodní olympijský výbor rozhodl o navrácení zlaté medaile Thorpemu a uznání obou atletů za olympijské vítěze.